# Gornja Podgora
Gornja Podgora is een plaats in de gemeente Donja Stubica in de Kroatische provincie Krapina-Zagorje. De plaats telt 316 inwoners (2001).